# Pociejów (Kuźniaki)
Pociejów – część wsi Kuźniaki w Polsce położona w województwie świętokrzyskim, w powiecie kieleckim, w gminie Strawczyn.
W latach 1975–1998 Pociejów administracyjnie należał do województwa kieleckiego.